# Aka-Bo
Die Sprache Aka-Bo (auch: Bo, Ba) ist eine ausgestorbene andamanische Sprache. Gesprochen wurde sie vom ebenfalls ausgestorbenen Volksstamm Bo. Die Sprache wurde zuletzt von nur noch von einer Frau namens Boa Senior gesprochen und starb durch deren Tod am 26. Januar 2010 aus. Früher wurde die Sprache nur in einem kleinen Teilgebiet der zu Indien gehörenden Andamanen gesprochen.